# Кастел ди Јери
Кастел ди Јери (итал. Castel di Ieri) је насеље у Италији у округу Л'Аквила, региону Абруцо.
Према процени из 2011. у насељу је живело 329 становника. Насеље се налази на надморској висини од 524 м.

## Становништво
| 1931. | 1936. | 1951. | 1961. | 1971. | 1981. | 1991. | 2001. | 2011. |
| ----- | ----- | ----- | ----- | ----- | ----- | ----- | ----- | ----- |
| 1.360 | 1.273 | 1.100 | 852   | 631   | 518   | 437   | 405   | 329   |